# Independiente Santa Fe
Club Independiente Santa Fe är en fotbollsklubb från huvudstaden Bogotá i Colombia. Klubben grundades den 28 februari 1941.